# Abuso del derecho
Se denomina abuso del derecho a la situación que se produce cuando el titular actúa de modo tal que su conducta concuerda con la que concede la facultad, pero su ejercicio resulta contrario a los fines del ordenamiento jurídico y excede los límites impuestos por la buena fe, moral y buenas costumbres o los fines sociales y económicos del Derecho.
Cuando se da esta situación es tarea de los magistrados evaluar en cada caso concreto si existió una verdadera conducta lesiva y, si corresponde, procurar una actio in rem verso y fijar indemnización
En el Derecho Argentino este instituto está fijado en el artículo 10 del Código Civil y Comercial de la Nación en tanto fija que " El ejercicio regular de un derecho propio o el cumplimiento de una obligación legal no puede constituir como ilícito ningún acto.
La ley no ampara el ejercicio abusivo de los derechos. Se considera tal el que contraría los fines del ordenamiento jurídico o el que excede los límites impuestos por la buena fe, la moral y las buenas costumbres.
El juez debe ordenar lo necesario para evitar los efectos del ejercicio abusivo o de la situación jurídica abusiva y, si correspondiere, procurar la reposición al estado de hecho anterior y fijar una indemnización."

## Reseña histórica

### Derecho común
El abuso de derecho, tiene sus orígenes, si bien no como tal, en el derecho romano, cuya figura era el ius abutendi, donde se podía usar de cualquier derecho, siendo el único límite el que daba el pretor, que solía equiparar con la equidad, evitando el derecho abusivo. En la época medieval fue elaborada por Cino da Pistoia y Baldo degli Ubaldi la teoría de la emulación (aemulatio vicini), es la forma de que un derecho subjetivo en forma disimulada tenía la intención no de hacer derecho sino de causar un daño o molestia al vecino, especialmente en actos de edificación, construcción y aguas. Si bien no se aprecia la vigencia del abuso de derecho, si existía al menos la idea primigenia del mismo, ya que era un derecho subjetivo aplicado con la disimulada intención maliciosa o dolosa (animus vicino nocendi) de causar un perjuicio sobre una persona o bien ajeno, estas intenciones estaban generalmente asociadas con pugnas vecinales.
Otra teoría medieval antecedente del abuso del derecho fue la teoría de las inmisiones, acá ya no tenía en cuenta la intención sino el resultado de la acción. En esta el carácter no era subjetivo sino objetivo. Esta teoría tenía que ver también con relaciones de vecindad, uso de la propiedad y los conflictos que acarrea al vecino, teniendo el mayor resultado en el campo legal en la época de la revolución industrial. Si bien todos estos son antecedentes del abuso de derecho, ninguno se encuadraría en el abuso de derecho en sí.

### Jurisprudencia francesa
Por primera vez la figura del abuso de derecho aparece en la jurisprudencia francesa, si bien el Código Napoleónico de 1804 no lo recepta, la misma jurisprudencia francesa con el transcurso del tiempo comienza a tener en cuenta esta figura.
La primera conocida fue la de la Corte de Apelaciones de Colmar en 1855, la cual dice así: «Si bien es cierto que el derecho de propiedad es un derecho de algún modo absoluto, autorizando el uso de este derecho el uso y abuso de la cosa, hay que tener en cuenta que este derecho debe tener como límite la satisfacción de un interés serio y legitimo». El tribunal se expedía así frente al conflicto entre dos vecinos, uno de ellos haciendo uso de su propiedad construyó una chimenea (sin uso) que bloqueaba la ventana del vecino. La sentencia fue derruir la chimenea.
La segunda fue la llamada sentencia de Lyon del año 1856: Un vecino instaló una bomba de succión en su terreno para vaciar un estanque de agua de su vecino donde abrevaban los animales del mismo, el agua que sacaba la derramaba libremente en el campo sin ningún uso en particular, el tribunal entendió que esto era un abuso de un derecho subjetivo y obligó a retirar la bomba extractora e indemnizar al vecino por los daños producidos. Por lo cual a fines del siglo XIX se produjeron las primeras sentencias (no aún teorizadas) del abuso de derecho.

### Doctrina francesa
La teoría del abuso del derecho, como tal, fue formulada al inicio del siglo XX. Su principal impulsor fue el francés Louis Josserand. A su juicio, ningún derecho era absoluto y el ejercicio de las facultades otorgadas por la ley, debía ser conforme al espíritu que impulsó su sanción. La teoría del abuso del derecho, sostiene que los derechos subjetivos no son absolutos, sino relativos, es decir que se deben ejercer dentro de determinados límites, como ser el fin que la ley tuvo en mira al reconocer ese derecho subjetivo, o los límites impuestos por la buena fe. 
Contrario a esta teoría, encontramos a Marcel Planiol. Planiol sostenía que si hay abuso, no hay derecho. A su juicio, un acto abusivo sería al mismo tiempo conforme y contrario al derecho, y esto era imposible.

## Sistemas
La teoría del abuso del derecho puede definirse por distintos sistemas.
En primer lugar, encontramos el sistema subjetivo, que hace hincapié en si el titular del derecho actuó con dolo o con culpa.
El sistema objetivo, en cambio, considera que un acto es abusivo si excede los objetivos de la ley que otorga tales derechos.

### Sistemas subjetivos

#### Intencionalidad
Dentro de los sistemas subjetivos, encontramos a aquel que se guía por la intencionalidad, es decir, que sostiene que un acto es abusivo si existe la intención de dañar.

#### Negligencia
Otra interpretación se guía por la negligencia.
Esta también se encuentra dentro de los sistemas subjetivos.
De acuerdo con esta, un acto es abusivo si el ejercicio del derecho se realizó con culpa.

#### Falta de Interés Legítimo
Ambos sistemas, el de la intencionalidad y la negligencia, equiparan el acto abusivo al acto ilícito.
Para superar este problema, también dentro del sistema subjetivo, existe la consideración por falta de interés legítimo.
Esto quiere decir que un acto es abusivo, también cuando hay una inexistencia de utilidad.
Esta utilidad no es sólo económica sino de cualquier tipo, es cualquier beneficio que se pueda obtener por el ejercicio de los derechos.
La apreciación de utilidad es la que la convierte en un subsistema subjetivo.

### Sistemas objetivos

#### Ejercicio contrario a los fines sociales y económicos
Ya en los sistemas objetivos, encontramos, en primer lugar al ejercicio contrario a los fines sociales y económicos.
De esta manera, la teoría procura determinar cuáles eran los fines que tenía la ley al conceder los derechos al titular y de ese modo, verificar si el ejercicio fue conforme a estos.

#### Ejercicio contrario a la buena fe, la moral y las buenas costumbres
Finalmente, sin necesitar demasiada explicación, un último sistema considera actos abusivos a aquellos que sean contrarios a la buena fe, la moral y las buenas costumbres.

## Casos por país

### Argentina
Respecto al sistema jurídico argentino, vemos que el código de Vélez Sarsfield, en sus artículos 1071, 2513 y 2514, niega la teoría del abuso del derecho.
La doctrina mayoritaria sostenía esta afirmación.

Artículo 1071°. El ejercicio de un derecho propio o el cumplimiento de una obligación legal no puede constituir como ilícito ningún acto.
Artículo 2513°. Es inherente a la propiedad, el derecho de poseer la cosa, de disponer o de servirse de ella, de usarla y gozarla según la voluntad del propietario. El puede desnaturalizarla, degradarla o destruirla; tiene el derecho de accesión, de reivindicación, de construir sobre ella derechos reales, de percibir todos sus frutos, prohibir que otro se sirva de ella, o percibir sus frutos; y disponer de ella por actos entre vivos.
Artículo 2514°. El ejercicio de estas facultades no puede serle restringido porque tuviera por resultado privar a un tercero de alguna ventaja, comodidad o placer, o traerle algunos inconvenientes, con tal que no ataque su derecho de propiedad.
Código Civil de la República Argentina. Texto anterior a la reforma de la ley 17.711

En los proyectos de reforma vemos, respecto a la teoría, que el proyecto de Bibiloni, quien era un opositor, propone un artículo aún más restrictivo.
Por otro lado, el Anteproyecto de 1954, admite el abuso, el cual se define como tal si es contrario a los fines de la ley que otorga los derechos o es contrario a la buena fe, la moral y las buenas costumbres.
En la reforma de la ley 17.711 (B.O.26/4/1968), se admite en el código civil la teoría del abuso del derecho.
Define un acto abusivo a través de la teoría finalista y la contrariedad a la buena fe, la moral y las buenas costumbres.
Sin embargo, dentro de la doctrina nacional, hay dos corriente principales. La primera, que sostiene que lo que hace la reforma es igualar el acto abusivo al acto ilícito, por lo que puede buscarse la imputabilidad del titular.
De esta manera, la jurisprudencia que sigue esta doctrina sostuvo que no hay abuso del derecho cuando en el ejercicio regular de un derecho emanado de un contrato, no se encuentra intención de dañar, no se utiliza la vía más onerosa, ni la actitud es irrazonable.
La otra corriente doctrinaria, indica que si el acto abusivo fuera idéntico al acto ilícito, la teoría del abuso del derecho sería inútil, ya que el ordenamiento jurídico siempre sancionó el acto ilícito.
En cambio, sostiene que basta que el acto exceda los límites del artículo 1071 2.ª parte:

Artículo 1071°. El ejercicio regular de un derecho propio o el cumplimiento de una obligación legal no puede constituir como ilícito ningún acto.
La ley no ampara el ejercicio abusivo de los derechos. Se considerará tal al que contraríe los fines que aquella tuvo en mira al reconocerlos o al que exceda los límites impuestos por la buena fe, la moral y las buenas costumbres.
Código Civil de la República Argentina. Texto actualizado según ley 17.711

La jurisprudencia de esta doctrina indica que es abusivo un acto, desde el punto de vista subjetivo, ejecutado con la intención de dañar o sin obtener ningún beneficio.
Y lo es desde el criterio objetivo, cuando se lo ejercita de manera antifuncional, contra las finalidades generales del derecho, contraría los fines que la ley tuvo en cuenta al reconocerlo, o excede los límites impuestos por la buena fe, la moral y las buenas costumbres.
Tras la reforma de 2015, el Código Civil y Comercial establece normas contra el abuso del derecho en sus artículos 10, 11 y 14:

Artículo 10. Abuso del derecho. El ejercicio regular de un derecho propio o el cumplimiento de una obligación legal no puede constituir como ilícito ningún acto.

La ley no ampara el ejercicio abusivo de los derechos. Se considera tal el que contraría los fines del ordenamiento jurídico o el que excede los límites impuestos por la buena fe, la moral y las buenas costumbres.
El juez debe ordenar lo necesario para evitar los efectos del ejercicio abusivo o de la situación jurídica abusiva y, si correspondiere, procurar la reposición al estado de hecho anterior y fijar una indemnización.
Artículo 11. Abuso de posición dominante. Lo dispuesto en los artículos 9° y 10 se aplica cuando se abuse de una posición dominante en el mercado, sin perjuicio de las disposiciones específicas contempladas en leyes especiales.
Artículo 14. Derechos individuales y de incidencia colectiva. En este Código se reconocen:
a) derechos individuales
b) derechos de incidencia colectiva.

La ley no ampara el ejercicio abusivo de los derechos individuales cuando pueda afectar al ambiente y a los derechos de incidencia colectiva en general.
Código Civil y Comercial de la Nación

El texto mantiene el criterio amplio anterior, con tres supuestos: cuando se contraría la buena fe, cuando afecta la moral, y cuando contraviene las buenas costumbres. O bien, cuando se contraría el fin del ordenamiento jurídico (no limitado a la intención histórica u originalista, véase el art. 2). Al referirse a la posición dominante, en los Fundamentos (III, 6, 4) se pone especial énfasis en aclarar que se refiere a la posición dominante del "mercado". También se protege el ambiente y los derechos de incidencia colectiva, en línea con el artículo 43 de la Constitución Nacional.
El código incluye directivas para la función del juez: preventiva o precautoria (en tanto debe arbitrar los medios tendientes a evitar los efectos del acto), restauradora (o de recomposición, volver al estado previo al ejercicio abusivo del derecho) e indemnizatoria o resarcitoria.

### Chile
La literatura chilena ha desarrollado ligeramente esta teoría. La jurisprudencia ha reconocido la teoría del abuso del derecho, específicamente en materia extracontractual. En materia contractual se la ha incorporado a través del principio de la buena fe, pues el abuso del derecho constituiría precisamente una falta a la exigencia de buena fe.
Debido a que el abuso del derecho no está formulado típicamente en la ley, se ha entendido básicamente que consiste en hacer un mal uso de un derecho, es decir, con culpa o dolo, generalmente a partir de una torcida interpretación de la ley.

### España
El Código Civil español, publicado en el año 1889, regula el abuso de derecho y lo prohíbe en el artículo 7.2 de la manera siguiente:

La ley no ampara el abuso de derecho o el ejercicio antisocial del mismo. Todo acto u omisión que por la intención del autor, por su objeto o por las circunstancias en que se realizase sobrepase manifiestamente los límites normales del ejercicio de un derecho, con daño a tercero, dará lugar a la correspondiente indemnización y a la adopción de medidas judiciales u administrativas que impidan la persistencia en el abuso.

Se concreta la existencia de una aparente diferenciación entre:
- Abuso de derecho, que será toda actuación, que amparada por la cobertura de un derecho subjetivo, cause daño a un interés particular.
- Ejercicio antisocial, que se definirá como toda actuación, que amparada por la cobertura de un derecho subjetivo, cause daño a un interés social.

Conviene el profesor Ignacio Ara Pinilla en sostener la relación sinónimica entre ambos términos, puesto que la afrenta al interés particular constituye una afrenta al interés social, con su mayor o menor especificidad, en la medida en que el individuo se integra en una comunidad.

#### Presentación Judicial
Finalmente, en una presentación judicial, no basta con decir que hubo abuso del derecho, sino que es necesario enunciar cuál es el derecho, cuál es el abuso del derecho y qué límites se exceden en el supuesto acto abusivo. Además, es necesario analizar por qué el ejercicio del derecho no es regular.
El juez, detectando abuso del derecho, no podrá actuar de oficio a menos que ese ejercicio abusivo del derecho afecte al Estado o garantías constitucionales (es decir, que el derecho subjetivo afecte el orden público).